# Pattinaggio di velocità ai III World Skate Games
Le competizioni di pattinaggio di velocità ai III World Skate Games si sono svolte dal 28 ottobre al 5 novembre 2022 a Buenos Aires, in Argentina. 

## Podi

### Senior

#### Uomini Senior
| Evento                     | Oro                   | Argento              | Bronzo              |
| 100m                       | Jhoan Guzman          | Alessio Piergigli    | Jorge Luis Martinez |
| 200m                       | Jhoan Guzman          | Steven Villegas      | Elton De Souza      |
| 500m Sprint                | Andres Jimenez Torres | Duccio Marsili       | Yvan Sivilier       |
| 1000m Sprint               | Chao Tsu-Cheng        | Duccio Marsili       | Ken Kuwada          |
| Giro Sprint                | Jhoan Guzman          | Yvan Sivilier        | Duccio Marsili      |
| Gara a punti 10.000m       | Jason Suttels         | Juan Mantilla        | Raul Pedraza        |
| Eliminazione/Punti 10.000m | Martin Ferrie         | Francisco José Peula | Jason Suttels       |
| Eliminazione 10.000m       | Martin Ferrie         | Jorge Bolaños        | Doucelin Pedicone   |
| Eliminazione 15.000m       | Nolan Beddiaf         | Juan Mantilla        | Andres Gomez        |
| Staffetta 3000m            | Francia               | Argentina            | Colombia            |
| Maratona                   | Nolan Beddiaf         | Jorge Bolaños        | Manuel Taibo        |

#### Donne Senior
| Evento                     | Oro                 | Argento         | Bronzo               |
| 100m                       | Kerstinck Sarmiento | Sheila Muñoz    | Erin Jackson         |
| 200m                       | Sheila Muñoz        | Asja Varani     | Kerstinck Sarmiento  |
| 500m Sprint                | Yi-Hsuan Liu        | Erin Jackson    | María Fernanda Timms |
| 1000m Sprint               | Meng-Chu Li         | Angy Quintero   | Yi-Hsuan Liu         |
| Giro Sprint                | Erin Jackson        | Kollin Castro   | Luisa González       |
| Gara a punti 10.000m       | Gabriela Rueda      | Yu-Hsin Chang   | Fabriana Arias       |
| Eliminazione/Punti 10.000m | Fabriana Arias      | Gabriela Rueda  | Gabriela Vargas      |
| Eliminazione 10.000m       | Gabriela Rueda      | Luz Garzón      | Marine Lefeuvre      |
| Eliminazione 15.000m       | Luz Garzón          | Gabriela Rueda  | Gabriela Vargas      |
| Staffetta 3000m            | Colombia            | Taipei cinese   | Corea del Sud        |
| Maratona                   | Luz Garzón          | Gabriela Vargas | Fran Vanhoutte       |

### Junior

#### Uomini Junior
| Evento                     | Oro                           | Argento                    | Bronzo                    |
| 100m                       | Faberson Bonilla Castillo     | Riccardo Ceola             | Tamimo Ohme               |
| 200m                       | Jhon Tascon Holguin           | Riccardo Ceola             | Cho Yong Chan             |
| 500m Sprint                | Nicolas Barrios               | Hwang Gyu Hyeon            | Yu Wang                   |
| 1000m Sprint               | Manuel Taibo                  | Wen Chen-Yu                | Nicolàs Barrios           |
| Giro Sprint                | Jhon Tascon Holguin           | Riccardo Ceola             | Faberson Bonilla Castillo |
| Gara a punti 10.000m       | Pablo Felipe Marin Serrano    | Manuel Taibo               | Nicolas Garcia            |
| Eliminazione/Punti 10.000m | Sebastián Florez Rodríguez    | Pablo Felipe Marin Serrano | Kevin Fourneret           |
| Eliminazione 10.000m       | Pablo Felipe Marin Serrano    | Manuel Taibo               | Nicolas Garcia            |
| Eliminazione 15.000m       | Juan David Rodrìguez Chamorro | Pablo Felipe Marin Serrano | Manuel Taibo              |
| Staffetta 3000m            | Colombia                      | Taipei cinese              | Francia                   |

#### Donne Junior
| Evento                     | Oro                    | Argento                          | Bronzo                 |
| 100m                       | Ivonne Nochez Gallardo | Ilaria Carrer                    | Catalina Lorca         |
| 200m                       | Ivonne Nochez Gallardo | Ruth Arza                        | Luciana Salas Torres   |
| 500m Sprint                | Shih Pei-Yu            | Lin Xin-Yu                       | Samanta Ramirez Vargas |
| 1000m Sprint               | Shih Pei-Yu            | Lee Chiao-Jung                   | Samanta Ramirez Vargas |
| Giro Sprint                | Ivonne Nochez Gallardo | Nelly Fernandez                  | Maria Paula Cardenas   |
| Gara a punti 10.000m       | Alice Marletti         | Shih Pei-Yu                      | Jessica Rodrigues      |
| Eliminazione/Punti 10.000m | Luna Vargas Rodríguez  | Fernanda Nycole Moncada Guarnizo | Pei Yu Shih            |
| Eliminazione 10.000m       | Luna Vargas Rodrìguez  | Alice Marletti                   | Aubane Plouhinec       |
| Eliminazione 15.000m       | Alice Marletti         | Aubane Plouhinec                 | Giulia Presti          |
| Staffetta 3000m            | Taipei cinese          | Colombia                         | Ecuador                |